# @police
@police（アットポリス）は、警察庁による情報提供ウェブサイトである。サイバー犯罪やサイバーテロの未然防止及び被害の拡大防止を図ることを目的に、ネットワーク・セキュリティに関する様々な情報を提供している。

## 提供内容
- ネットワークセキュリティに関する最新の情報
- 各種講座（児童向け・一般ユーザ向け・システム管理者向け）
- 被害事例等を紹介
- 警察施設に設置されている不正侵入検知装置及びファイアウォールの検知状況

## 参考資料
- 『しのびよるサイバー犯罪』（財）社会安全研究財団発行（CD-ROM付）